# Brzozowo-Łęg
Brzozowo-Łęg – wieś sołecka w Polsce położona w województwie mazowieckim, w powiecie mławskim, w gminie Dzierzgowo.
Prywatna wieś szlachecka położona w ziemi ciechanowskiej, była własnością wojewody rawskiego Wojciecha Wilkanowskiego. W latach 1975–1998 miejscowość administracyjnie należała do województwa ciechanowskiego.